# Consolea rubescens
Espèce
Synonymes
- Cactus rubescens (Salm-Dyck ex DC.) Lem.[1]
- Consolea catacantha (Link & Otto) Lem.[1]
- Consolea guanicana (K. Schumann) F.M. Knuth[2]
- Consolea guanicana (K.Schum. ex Gürke) F.M.Knuth[1]
- Consolea moniliformis subsp. rubescens (Salm-Dyck ex DC.) Guiggi[1]
- Opuntia guanicana K. Schumann[2]
- Opuntia rubescens Salm-Dyck ex A.P. de Candolle[2]
- Opuntia rubescens Salm-Dyck ex DC.[1]

Statut de conservation UICN

 LC  : Préoccupation mineure
Consolea rubescens est une espèce de plantes phanérogames de la famille des Cactaceae.

## Description
Raquettes allongées de 25 cm de long, de couleur vert foncé à marron, sur lesquels ressortent des aréoles blanchâtres rapprochées. Arbustif, il peut atteindre 6m de haut; tronc dressé jusqu'à 15 cm de diamètre. Les épines sont fines de 1-6cm de long. Il existe une forme inerme, c'est-à-dire sans épines. Les fleurs jaune-orange à rouge, de 6cm de long sur 2cm de diamètre. Les fruits sont ovoïdes, épineux et rougeâtres, jusqu'à 8cm de diamètre.

## Aire naturelle
Antilles.